# Tatort: Nebengeschäfte
Nebengeschäfte ist die 120. Folge der Fernsehreihe Tatort. Die vom Süddeutschen Rundfunk produzierte Folge wurde erstmals am 11. Januar 1981 im Ersten Programm der ARD ausgestrahlt. Für Kriminalhauptkommissar Eugen Lutz (Werner Schumacher) ist es der elfte Fall. Es geht um Diebstähle wertvoller Geräte bei einer Firma und den Tod eines Angestellten dabei.

## Handlung
Der kürzlich vom einfachen Lagerarbeiter zum Verwalter beförderte Richard Ihmig ist mit seiner neuen Position sichtlich überfordert und wird daher von seinem Chef Joseph Hanke wieder auf seine alte Position mit deutlich geringerer Bezahlung zurückversetzt. Der junge Familienvater Ihmig, der erst kürzlich mit seinem Schwager Manfred Broser, dem Prokuristen der Firma, ein Doppelhaus gebaut hat, gerät dadurch finanziell erheblich unter Druck. In seiner Verzweiflung stiehlt er auf seinem alten Posten zwei Verstärker aus dem Lager und wird dabei von seinem Arbeitskollegen Gerd Reindl beobachtet. Dieser spricht ihn auf den Diebstahl an und zeigt sich verständnisvoll. Abends erzählt Ihmig freudestrahlend seiner Frau Käthe, dass er eine gut bezahlte Nebentätigkeit gefunden habe, um die finanziellen Probleme zu beseitigen. Kurz darauf wird Reindl ein vollbeladener Firmen-Lkw mitten in der Stuttgarter Innenstadt gestohlen. Gegenüber Lutz, der mit dem Fall betraut wird, behauptet Reindl, den Lkw abgeschlossen zu haben, als er kurz Zigaretten holen war. Abends trifft sich Ihmig mit Reindl zum von ihm vermittelten „Nebenjob“. Reindl präsentiert dem staunenden Ihmig den als gestohlen gemeldeten Lkw mit der teuren Ware, den er in einer Scheune versteckt hatte, bevor er ihn gestohlen meldete. Zögernd willigt Ihmig ein, Reindl beim Wegschaffen des Diebesguts behilflich zu sein.
Zu Hause zeigt er seiner Frau stolz das angeblich als Ausfahrer ehrlich verdiente Geld. Am nächsten Morgen wird der Firmen-Lkw von der Polizei in einem Waldstück leer aufgefunden. Lutz sieht sich daraufhin im Lager der Firma um, worüber Hanke nicht glücklich ist. Lutz findet heraus, dass die gestohlene Ware ca. 300.000 DM wert war. Ihmig macht seiner Frau unterdessen weis, dass er die Angelegenheit mit der Bank regeln konnte und die Bank ihnen helfen werde. Abends fährt Ihmig erneut zu seinem „Nebenjob“. Reindl zieht Ihmig in einen Einbruch auf das Firmengebäude ihres Arbeitgebers hinein. Als Ihmig mitbekommt, dass Reindl Laufkarten für weitere Waren stiehlt, kommt es zum Streit zwischen Ihmig und Reindl. Dieser schlägt Ihmig nieder. Beim Aussteigen aus dem Fenster stürzt Reindl ab und bleibt bewusstlos liegen. Ihmig flieht alleine. Kurz darauf fährt Hanke nachts auf sein Firmengelände. Ihmig vertraut sich seinem Schwager Manfred Broser an. Er erzählt ihm von dem Einbruch und dass Reindl tot sei. Aus Rücksicht auf seine Schwester ruft Broser nicht die Polizei, sondern lässt sich von Ihmig in Ruhe die gesamte Geschichte erzählen. Am nächsten Morgen wird Reindl tot auf dem Firmengelände aufgefunden. Lutz ermittelt. An der Leiche Reindls werden Würgemale festgestellt und auch, dass er kurz vor seinem Tod noch in einen Kampf verwickelt gewesen sein muss. Wagner findet heraus, dass Reindls Lebensgefährtin Helga Dalf mit Elektrogeräten handelt. Die Gerichtsmedizin unterrichtet Lutz derweil darüber, dass Reindl nach seinem nicht tödlichen Sturz erwürgt worden sein muss.
Lutz konfrontiert Hanke und Broser damit, dass Reindl ermordet wurde. Hanke reagiert nervös. Broser erzählt Ihmig von dem Mord an Reindl. Ihmig versichert ihm, dass er mit dem Mord nichts zu tun habe. Broser redet Ihmig gut zu, sich nichts anmerken zu lassen, und sichert ihm ein Alibi zu. Lutz sucht Helga Dalf auf. Sie reagiert bestürzt auf den Tod ihres Lebensgefährten und erzählt von ihren gemeinsamen Zukunftsplänen. Sie habe gedacht, dass Lutz Reindl verhaften wolle, und gesteht, dass er in Wahrheit unter ihrem Namen mit Elektrogeräten gehandelt habe. Sie habe keine Ahnung von diesem Geschäft. Sie ahnte, dass Reindl mit gestohlenen Geräten handelte. Er habe einen Komplizen in Hankes Betrieb gehabt. Mit diesem habe er in letzter Zeit Schwierigkeiten gekriegt. Im Lager von Reindls Handel finden Lutz und Wagner einen Teil der als gestohlen gemeldeten Ware. Die Differenz zu den von Hanke gestohlenen Geräten kommt Lutz merkwürdig vor. Lutz findet heraus, dass die Geräte auf der Liste der gestohlenen Waren gar nicht in den Lkw gepasst hätten. Lutz hält Hanke einen Versicherungsbetrug vor. Dieser bestreitet die Vorwürfe. Broser verweigert eine sofortige Inventur mit dem Hinweis auf den Betriebsablauf. Er sagt aber zu, dass eine Inventur innerhalb von 24 Stunden möglich wäre. Ihmig gesteht unterdessen seiner Frau seine Beteiligung an dem Einbruch. Sie möchte mit Broser sprechen, doch dieser fährt spätabends noch gestresst in den Betrieb. Lutz erfährt von seinem EDV-Experten, dass sich ein Diebstahl von Geräten ohne die Laufkarten bis zur nächsten Inventur vertuschen ließe. Da Broser sowohl für die Buchhaltung als auch für die EDV zuständig ist, hätte er alle Möglichkeiten, Diebstähle zu vertuschen.
Lutz und Wagner eilen mit Hanke zusammen zum Betrieb und treffen dort Broser an, der angeblich Überstunden macht. Lutz nimmt Broser vorläufig fest, weil dieser gerade die Laufkarten und die EDV manipuliert. Ihmig hat sich unterdessen entschlossen, sich der Polizei zu stellen. Broser behauptet Lutz gegenüber, dass er das Geld seinem Chef habe zurückzahlen wollen. Er sei allerdings von Reindl daran gehindert worden, der die Diebstähle auf eigene Faust fortgeführt habe. In diesem Moment taucht Ihmig bei Lutz auf und gesteht, beim Einbruch dabei gewesen zu sein. Mit der Ermordung Reindls habe er aber nichts zu tun. Er berichtet Lutz und Wagner, dass Reindl Laufkarten gestohlen habe. Er habe Reindl für tot gehalten. Danach habe er Broser von dem Vorfall erzählt. Lutz teilt daraufhin Broser mit, dass dieser unter dringendem Mordverdacht steht. Broser belastet sogleich seinen Schwager Ihmig und gibt an, dass dieser den Mord gestanden habe. Die Laufkarten habe Broser nach Ihmigs Geständnis von der Leiche Reindls geholt. Auf den Vorhalt, dass Reindl nicht zum Zeitpunkt des Einbruchs, sondern später gestorben sei, gesteht Broser schließlich, dass er Reindl ermordet hat, weil dieser ihn mit seinem Wissen über die Manipulationen weiterhin erpressen wollte.

## Einschaltquote und Hintergrund
Bei der Erstausstrahlung konnte diese Folge 16,97 Mio. Zuschauer binden, was einem Marktanteil von 46 % entsprach. Die Folge wurde in Stuttgart und Umgebung zwischen dem 4. August und dem 13. September 1980 gedreht.

## Kritik
Die Kritiker der Fernsehzeitschrift TV Spielfilm beurteilen diesen Tatort als mittelmäßig und kommentieren: "Da geht der Puls nie über 100 Schläge".